# Municipio de Southampton (condado de Franklin)
El municipio de Southampton (en inglés: Southampton Township) es un municipio ubicado en el condado de Franklin en el estado estadounidense de Pensilvania. En el año 2000 tenía una población de 6.138 habitantes y una densidad poblacional de 62.4 personas por km².

## Geografía
El municipio de Southampton se encuentra ubicado en las coordenadas 40°03′00″N 77°34′59″O / 40.05000, -77.58306.

## Demografía
Según la Oficina del Censo en 2000 los ingresos medios por hogar en la localidad eran de $42,266 y los ingresos medios por familia eran de $46,339. Los hombres tenían unos ingresos medios de $31,199 frente a los $22,473 para las mujeres. La renta per cápita de la localidad era de $16,981. Alrededor del 8,9% de la población estaba por debajo del umbral de pobreza.